# Roland Lindberg
Roland Lindberg, född 25 december 1935 i Kalmar, död 12 oktober 1993 i Ålem, var en svensk konstnär (målare).
Han föddes i Kalmar men bodde större delen av sitt liv i Vetlanda. Mot slutet av sitt liv flyttade han tillbaka till Kalmartrakten och bodde då i Ålem, där han avled.
Inför öppningen av Galerie Belle (1967-1987) på Slottsgatan i  i Västerås hade galleristen Carl-Johan Bolander valt Roland Lindberg som invigningskonstnär. Lindberg deltog under 1980-talet i en serie utställningar under namnet, De Nio. Utställarna i gruppen var Ragnar Persson, Calle Johansson, John-E Franzen, Gustaf Skoglund, Rune Nilsson, Ture Fabiansson, Ulf Aschan och Majken Johansson.

## Utbildning
Lindberg studerade på Östermalms målarskola för Professor Evert Lundqvist. Han har utfört nyrealistiska landskap företrädesvis från Kalmarkusten och Öland, men även figurer i oppositionell anda, samt många välgjorda interiörer.

## Representation
Roland Lindberg är representerad vid Moderna museet, Kalmar konstmuseum, Göteborgs konstmuseum[källa behövs], Vetlanda museum, Västerås konstmuseum samt Smålands konstarkiv. Dessutom finns han representerad vid banker i Stockholm, Göteborg, Jönköping med flera.